# Stigmatodon apparicianus
Stigmatodon apparicianus é uma espécie de planta do gênero Stigmatodon e da família Bromeliaceae. 
Stigmatodon apparicianus possui distribuição conhecida para a região noroeste do estado
do Espírito Santo, onde ocorre nas faces verticais de grandes inselbergs, formando populações densas. A presença de lâminas foliares espessamente coriáceas, com margens truncadas que podem chegar a 2 milímetros de espessura, densamente lepidotas,com  brácteas do pedúnculo e florais fortemente nervado-sulcado na antese. Esta espécie insere-se no complexo morfológico “Stigmatodon apparicianus”, que inclui Stigmatadon harrylutheri, Stigmatadon euclidianus, Stigmatadon bifidus e Stigmatadon magnibracteatus. Destas espécies, S. apparicianus pode ser reconhecida
principalmente pelos tricomas esverdeados que obscurecem parcialmente a cor da
lâmina (vs. tricomas cinéreos
obscurecendo totalmente a coloração da lâmina nas demais espécies), pela menor
largura da lâmina (2,5-3,5 centímetros contra menos de 4 centímetros nas demais espécies), pelas pétalas
mais estreitas (cerca de 10,6 milímetros contra menos de 17 mm) e ainda, pelo ápice das pétalas
obtusos (vs. emarginado) e pelos filetes menores (cerca de 16,5 milímetros de comprimento em contraste acima
de 18,5 mm). 

## Taxonomia
A espécie foi descrita em 2016 por Michael H.J. Barfuss, Gregory K. Brown e Elton Martinez Carvalho Leme. 
O seguinte sinônimo já foi catalogado:  
- Vriesea appariciana  E.Pereira & Reitz

## Forma de vida
É uma espécie rupícola e herbácea. 

## Descrição
| Caule                                   | Caule             |
| --------------------------------------- | ----------------- |
| propagação vegetativa                   | por broto lateral |
| Folha                                   |                   |
| tipo de roseta                          | infundibuliforme  |
| forma das lâminas                       | triangular        |
| Inflorescência                          |                   |
| tipo de ramificação                     | simples           |
| orientação do pedúnculo                 | subereto          |
| forma das brácteas do pedúnculo         | oval              |
| sulco / nervura na bráctea do pedúnculo | presente          |
| cor das brácteas florais                | estramínea        |
| ápice das brácteas florais              | obtuso/agudo      |
| número de flores                        | de 14 a 35        |
| Flor                                    |                   |
| forma das sépalas                       | oval/elíptica     |

## Conservação
A espécie faz parte da Lista Vermelha das espécies ameaçadas do estado do Espírito Santo, no sudeste do Brasil. A lista foi publicada em 13 de junho de 2005 por intermédio do decreto estadual nº 1.499-R. 

## Distribuição
A espécie é encontrada no estado brasileiro do Espírito Santo. 
A espécie é encontrada no domínio fitogeográfico de Mata Atlântica, em regiões com vegetação de vegetação sobre afloramentos rochosos.